# Ian McLagan
Ian Patrick McLagan, né le 12 mai 1945 à Hounslow (Middlesex) et mort le 3 décembre 2014 à Austin (Texas), est un claviériste de rock britannique.
Entre 1965 et 1975, McLagan fait partie des Small Faces menés par le guitariste Steve Marriott et le bassiste Ronnie Lane, puis ce groupe va se muter pour devenir les Faces avec le chanteur Rod Stewart et le guitariste Ronnie Wood. Il travaille ensuite comme musicien de studio et accompagne en tournée de nombreux artistes. Il joue notamment pour les Rolling Stones. Il enregistre plusieurs albums en solo et se produit avec son groupe Bump Band dans la région d'Austin. Avec les autres membres des Small Faces et des Faces, il est introduit au Rock and Roll Hall of Fame en 2012.

## Biographie

### Jeunesse
Ian McLagan s'initie à la musique durant son enfance. Il pratique le saxophone et la guitare et sa mère le pousse à prendre des cours de piano. Son père lui procure son premier piano électrique, un Cembalet (en) du fabricant allemand Hohner. McLagan commence sa carrière dans les années 1960, à l'époque du British blues boom. Il joue de la guitare, puis du clavier au sein des Muleskinners, un groupe formé alors qu'il étudie le graphisme au Twickenham Art College. Ils se produisent en première partie d'artistes américains en tournée, et ouvrent pour les Rolling Stones. McLagan est ensuite recruté par Boz Burrell et intègre son groupe, The Tea Times Four qui, sous les recommandations de leur gérant, changea de nom pour The Boz People.

### Small Faces et Faces
En novembre 1965, Ian McLagan rejoint les Small Faces afin de remplacer le claviériste Jimmy Winston. Il est invité par leur manager Don Arden (en) à prendre part à une répétition et est engagé sur le champ. McLagan et son orgue Hammond contribuent au « son » caractéristique du groupe, comme sur leur premier succès, Sha-La-La-La-Lee (en), qui se classe 3e du UK Singles Chart en 1966, ou encore sur All or Nothing (en), qui atteint la 1re place des ventes au Royaume-Uni. Sur Ogdens' Nut Gone Flake, no 1 des ventes d'albums lors de sa sortie en 1968, McLagan chante l'un de ses morceaux, intitulé Long Agos And Worlds Apart.
Les Small Faces se séparent après le départ de Steve Marriott à la fin de 1968. Avec les deux autres membres du groupe, Ronnie Lane et Kenney Jones, McLagan fait ensuite partie des Faces jusqu'à leur séparation en 1975. En 1973, il coécrit Cindy Incidentally, l'un de leurs succès au Royaume-Uni. Le groupe trouve également un public aux États-Unis, où l'album A Nod Is As Good As a Wink... to a Blind Horse se classe dans le Top 10 des ventes en 1971.

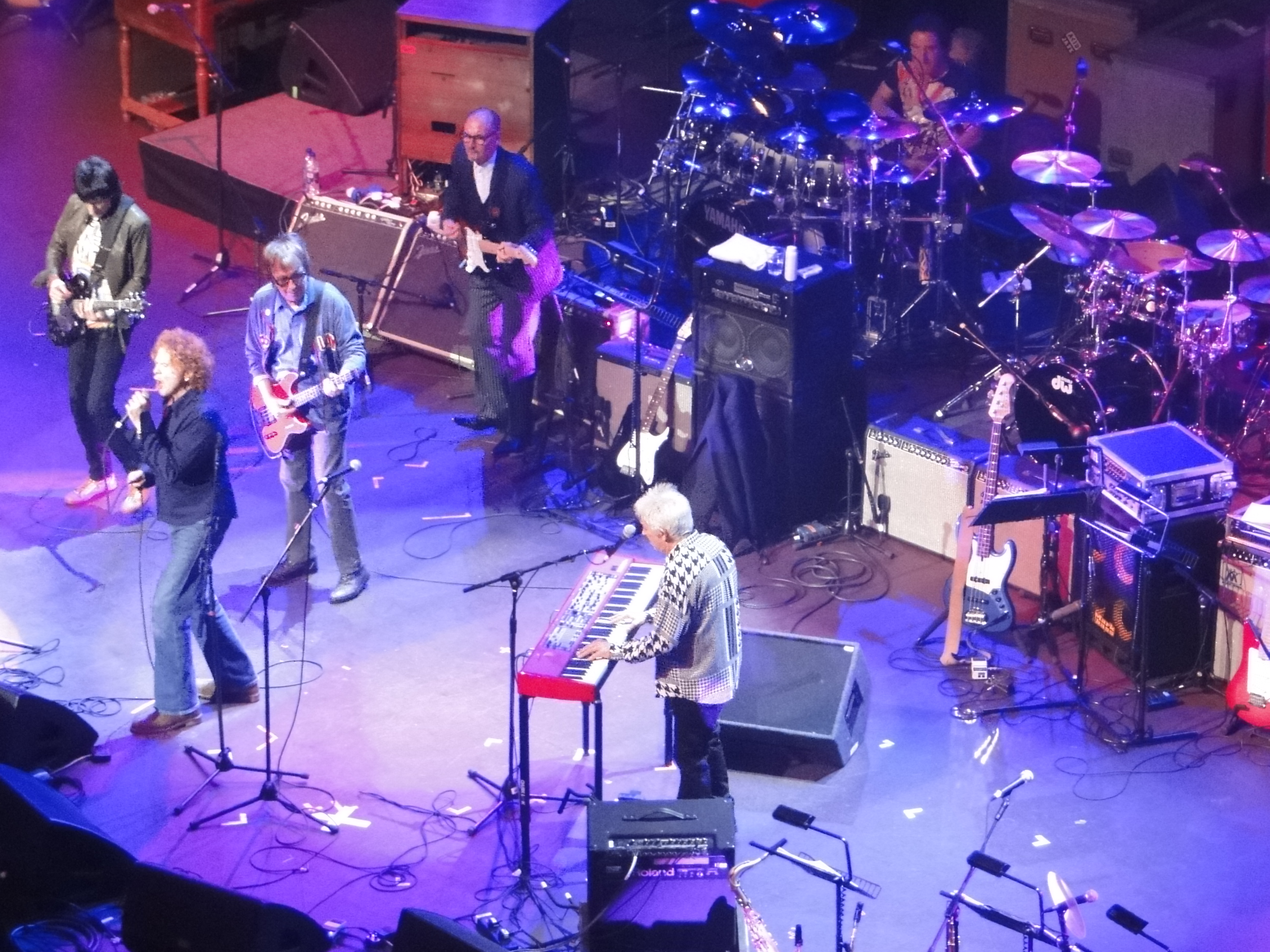
Les Faces lors d'un concert en 2009 (McLagan au 1er plan à droite).

Après la séparation des Faces, McLagan pousse Warner Bros. Records à rééditer leur catalogue en CD. Le musicien participe à l'élaboration de la compilation The Best of Faces: Good Boys When They're Asleep, commercialisée en 1999, et du coffret de quatre CD Five Guys Walk into a Bar, sorti en 2004. À partir de 2009, McLagan remonte sur scène à plusieurs reprises avec deux anciens membres des Faces, Ron Wood et Kenney Jones. Ils sont accompagnés par le chanteur Mick Hucknall et l'ex-bassiste des Rolling Stones Bill Wyman.

### Musicien de studio
Ian joue sur les cinq premiers albums solo de Rod Stewart, dont Every Picture Tells a Story, sorti en 1971. En 1978, il s'établit à Los Angeles. Il travaille comme musicien de studio ou de tournée pour de nombreux artistes, dont Bonnie Raitt, Joe Cocker et Jackson Browne. McLagan accompagne également les Rolling Stones. Lors des sessions de leur album Some Girls, il participe à l'enregistrement du titre Miss You, qui sort en single en 1978, et de Just My Imagination, une reprise des Temptations. Le claviériste prend part aux tournées américaines des Stones en 1978 et 1981. En 1979, McLagan rejoint les New Barbarians, groupe formé par Ron Wood, dans lequel jouent également Keith Richards et un collaborateur de longue date des Rolling Stones, le saxophoniste Bobby Keys.
En 1984, McLagan fait partie du groupe de scène de Bob Dylan et figure sur l'album Real Live enregistré durant sa tournée européenne. Le claviériste joue au sein du groupe de Pat McLaughlin (en). En 1992, il participe à l'enregistrement de l'album Lucky Town de Bruce Springsteen. Au cours des années 2000, McLagan joue avec Billy Bragg et son groupe The Blokes. En 2002, il participe à l'enregistrement de leur album England, Half English, dont il a coécrit la moitié des titres. En 2014, il enregistre avec Lucinda Williams et le groupe The Empty Hearts (en).

### Carrière solo
Ian forme son groupe, Bump Band, en 1977. Ses deux premiers albums sont enregistrés en 1979 et 1980 pour Mercury Records. Ils reçoivent un bon accueil critique, sans connaître le succès sur le plan commercial.
L'album Rise & Shine!, sorti en 2004, est enregistré dans le studio personnel de McLagan. Spiritual Boy, édité en 2006, est un hommage à Ronnie Lane, disparu en 1997. Il comporte dix reprises de titres écrits par Lane au cours de sa carrière. Never Say Never, sorti après la mort de l'épouse de Ian McLagan, lui est dédié. Le musicien enregistre son 8e album en 2012. À la recherche d'un label, il trouve un accord avec Yep Roc Records et le disque, intitulé United States, voit le jour en juin 2014,.
McLagan se produit régulièrement avec Bump Band à Austin, Texas, ville dans laquelle il s'est installé en 1994. Il meurt à l'âge de 69 ans, alors qu'une réunion des Faces était en préparation.

## Récompenses
En 1996, Ian McLagan reçoit un Ivor Novello Award récompensant l'ensemble de sa carrière. Les musiciens des Small Faces et des Faces, dont McLagan, sont introduits au Rock and Roll Hall of Fame en 2012,.

## Vie privée
Ian McLagan se marie en 1968 avec la danseuse Sandy Sarjeant. Dix ans plus tard, il épouse l'ancienne mannequin Kim Kerrigan. Auparavant mariée avec Keith Moon en 1966, le batteur des Who, elle l'a quitté en 1973 en raison de son comportement violent. Elle ouvre une boutique de cosmétiques et d'aromathérapie dans le comté de Travis, où elle s'installe avec McLagan en 1994. Kim meurt lors d'un accident de la route survenu le 2 août 2006 à l'âge de 57 ans.

## Discographie solo

### EP
- 1985 : Last Chance to Dance (Barking Dog Records)

### Albums
- 1979 : Troublemaker (Mercury Records)
- 1980 : Bump in the Night (Mercury Records)
- 2000 : Best of British (Gadfly Records)
- 2004 : Bump in the Night (Sanctuary Records)
- 2004 : Rise & Shine! (Maniac Records)
- 2006 : Spiritual Boy: An Appreciation of Ronnie Lane (Maniac Records)
- 2008 : Never Say Never (Maniac Records)
- 2014 : United States (Yep Roc Records)

### En concert
- 2006 : Live (Maniac Records)
- 2013 : Live at the Lucky Lounge (Maniac Records)

### Compilation
- 2005 : Here Comes Trouble (Maniac Records)

## Ouvrage
- (en) All the Rage : My High Life with The Small Faces, The Faces, The Rolling Stones and Many More (préf. John Peel), Sidgwick & Jackson, 1998, 432 p. (ISBN 978-0-330-37673-0)